# Trochalus umbugwensis
Trochalus umbugwensis är en skalbaggsart som beskrevs av Moser 1916. Trochalus umbugwensis ingår i släktet Trochalus och familjen Melolonthidae. Inga underarter finns listade i Catalogue of Life.